# 24-es főút
24-es főút (ungarisch für ‚Hauptstraße 24‘) ist eine landschaftlich schöne ungarische Hauptstraße, die durch das Mátra-Gebirge führt.

## Verlauf
Die Straße beginnt in Gyöngyös an der Landesstraße 3 und führt in nördliche Richtung bis Parádsasvár. Hier biegt dir Straße in Richtung Osten ab und führt bis Eger an der Landesstraße 25.
Die Gesamtlänge der Straße beträgt 60 Kilometer.